# Vítězslav Novák
Vítězslav Novák (Kamenice nad Lipou, 1870 – Skuteč, 18 luglio 1949) è stato un compositore e pianista ceco.
Allievo di Antonín Dvořák e maestro di Alois Hába, fu per molti anni direttore del Conservatorio di Praga.
Compositore essenzialmente romantico, fu uno dei precursori dell'Impressionismo musicale.
Ebbe come allievi Alois Hába, Eugen Suchoň, Ján Cikker e Ferdinand Vach.
Nel 1945 lo Stato gli conferì il titolo di Artista nazionale.